# Les Copains d'abord (film)
Pour les articles homonymes, voir Les Copains d'abord (homonymie).
Pour plus de détails, voir Fiche technique et Distribution.
Les Copains d'abord (The Big Chill) est un film américain réalisé par Lawrence Kasdan, sorti en 1983.
Il est présenté au festival international du film de Toronto.

## Synopsis
Huit anciens élèves de l'Université du Michigan, que la vie avait éloignés, se réunissent, le temps d'un week-end en Caroline du Sud, pour les obsèques de l'un d'entre eux, Alex, qui s'est suicidé.

## Fiche technique
Sauf indication contraire, les informations mentionnées dans cette section peuvent être confirmées par la base de données cinématographiques IMDb,  présente dans la section « Liens externes ».
- Titre français et québécois : Les Copains d'abord
- Titre original : The Big Chill
- Réalisation : Lawrence Kasdan
- Scénario : Barbara Benedek et Lawrence Kasdan
- Photographie : John Bailey
- Montage : Carol Littleton
- Production : Michael Shamberg
- Sociétés de distribution : Columbia Pictures, Carson Productions et Columbia-Delphi Productions
- Société de production : Columbia Pictures
- Budget : 8 millions de dollars[1]
- Pays de production :  États-Unis
- Langue originale : anglais
- Format : couleur - 1,85:1 - 35 mm - mono
- Genre : comédie dramatique
- Durée : 105 minutes
- Dates de sortie[2] :
  -  Canada : 9 septembre 1983 (festival international du film de Toronto)
  - États-Unis : 30 septembre 1983
  - France : 7 mars 1984

## Distribution
- Tom Berenger (VF : Michel Papineschi) : Sam Weber
- Kevin Kline (VF : Hervé Bellon) : Harold Cooper
- William Hurt (VF : Richard Darbois) : Nick Williams
- Glenn Close (VF : Élisabeth Wiener) : Sarah Cooper
- Mary Kay Place : Meg Jameson
- Jeff Goldblum (VF : Lambert Wilson) : Michael Gold
- JoBeth Williams : Karen
- Meg Tilly (VF : Micky Sébastian) : Chloe
- Don Galloway (VF : Jean Roche) : Richard
- Meg Kasdan : une hôtesse de l'air
- Jon Kasdan : le fils de Harold et Sarah
- Jake Kasdan : un petit garçon demandant un autographe
- Kevin Costner : Alex Marshall (majoritairement coupé au montage)

## Production

### Attribution des rôles
Kevin Kline voulait initialement le rôle de Michael Gold, qu'il juge plus marrant. Le rôle revient cependant à Jeff Goldblum. Kevin Kline incarne finalement Harold Cooper.
Un rôle est proposé à Mickey Rourke, qui avait joué dans le précédent film de Lawrence Kasdan La Fièvre au corps. L'acteur a cependant refusé la proposition. Sean Penn refuse quant à lui le rôle d'Alex Marshall.
Phoebe Cates a auditionné pour le rôle de Chloe. Valerie Bertinelli a également été envisagée. Le rôle reviendra finalement à Meg Tilly.
Il s'agit de l'un des premiers films de Kevin Costner. Il incarne Alex, le personnage qui se suicide. Cependant, la plupart des scènes seront coupées au montage, excepté celle d'ouverture du film où Costner « joue » le rôle du corps habillé pour ses obsèques. Le réalisateur Lawrence Kasdan lui offrira pour se rattraper un rôle dans Silverado qui lancera sa carrière.
Lawrence Kasdan offre ici des petits rôles à des membres de sa famille : sa femme Meg et ses fils Jonathan et Jacob.

### Tournage
Le tournage a lieu en Caroline du Sud (Beaufort, Varnville) et à Atlanta dans l'État de Géorgie.
Juste avant le tournage, les acteurs ont passé plusieurs semaines ensemble pour parfaire la cohésion du groupe d'amis à l'écran.

## Bande originale
La bande originale est constituée de standards soul et rhythm and blues des années 1960-1970 et éditée par Motown Records.
D'autres chansons du film sont absentes de ce premier album, notamment You Can't Always Get What You Want des Rolling Stones, Bad Moon Rising de Creedence Clearwater Revival ou encore Quicksilver Girl de Steve Miller Band. Un second album, More Songs From The Original Soundtrack Of The Big Chill, sortira l'année suivante, en 1985. Les deux albums seront remastérisés en 1998 avec des morceaux supplémentaires.
Pour son utilisation dans le film, Ain't Too Proud to Beg figure à la 94e de AFI's 100 Years... 100 Songs, un classement des plus grandes chansons du cinéma américain selon l'American Film Institute.
| Liste des titres | Liste des titres                                    | Liste des titres                         | Liste des titres                      | Liste des titres | Liste des titres | Liste des titres | Liste des titres | Liste des titres | Liste des titres |
| No               | Titre                                               | Auteur                                   | Interprètes (année)                   | Durée            |                  |                  |                  |                  |                  |
| ---------------- | --------------------------------------------------- | ---------------------------------------- | ------------------------------------- | ---------------- | ---------------- | ---------------- | ---------------- | ---------------- | ---------------- |
| 1.               | I Heard It Through the Grapevine (version extended) | Norman Whitfield, Barrett Strong         | Marvin Gaye (1968)                    | 5:03             |                  |                  |                  |                  |                  |
| 2.               | My Girl                                             | Smokey Robinson, Ronald White            | The Temptations (1965)                | 2:55             |                  |                  |                  |                  |                  |
| 3.               | Good Lovin'                                         | Rudy Clark, Arthur Resnick               | The Young Rascals (1966)              | 2:28             |                  |                  |                  |                  |                  |
| 4.               | The Tracks of My Tears                              | Robinson, Warren Moore, Marvin Tarplin   | The Miracles (1965)                   | 2:53             |                  |                  |                  |                  |                  |
| 5.               | Joy to the World                                    | Hoyt Axton                               | Three Dog Night (1970)                | 3:24             |                  |                  |                  |                  |                  |
| 6.               | Ain't Too Proud to Beg                              | Whitfield, Edward Holland, Jr.           | The Temptations (1966)                | 2:31             |                  |                  |                  |                  |                  |
| 7.               | (You Make Me Feel Like) A Natural Woman             | Gerry Goffin, Carole King, Jerry Wexler  | Aretha Franklin (1968)                | 2:41             |                  |                  |                  |                  |                  |
| 8.               | I Second That Emotion                               | Robinson, Al Cleveland                   | Smokey Robinson & The Miracles (1967) | 2:46             |                  |                  |                  |                  |                  |
| 9.               | A Whiter Shade of Pale                              | Keith Reid, Gary Brooker, Matthew Fisher | Procol Harum (1967)                   | 4:03             |                  |                  |                  |                  |                  |
| 10.              | Tell Him                                            | Bert Berns                               | The Exciters (en) (1963)              | 2:29             |                  |                  |                  |                  |                  |
| 43:38            |                                                     |                                          |                                       |                  |                  |                  |                  |                  |                  |

| 11. | It's the Same Old Song   | E. Holland, Lamont Dozier, Brian Holland | The Four Tops (1965)            | 2:45 |
| 12. | Dancing in the Street    | Marvin Gaye, William Stevenson           | Martha and the Vandellas (1964) | 2:38 |
| 13. | What's Going On          | Gaye, Cleveland, Renaldo Benson          | Marvin Gaye (1971)              | 3:52 |
| 14. | Too Many Fish in the Sea | Whitfield, E. Holland                    | The Marvelettes (1964)          | 2:26 |

## Accueil
Le film reçoit des critiques assez positives. Sur l'agrégateur américain Rotten Tomatoes, il récolte 68% d'opinions favorables pour 38 critiques et une note moyenne de 6,19⁄10. Sur Metacritic, il obtient une note moyenne de 61⁄100 pour 12 critiques.
Le film figure dans l'ouvrage 1001 films à voir avant de mourir.
Côté box-office, le film est un succès. Il rapporte plus de 56 millions de dollars rien que le sol américain. En France, il attire 238 321 spectateurs en salles

## Distinctions

### Récompenses
- festival international du film de Toronto 1983 : People's Choice Award[11]
- National Board of Review: Top Ten Films 1983
- Writers Guild of America Awards 1984 : meilleur scénario original d'une comédie

### Nominations
- Oscars 1984 : meilleur film, meilleure actrice dans un second rôle pour Glenn Close et meilleur scénario original
- Golden Globes 1984 : meilleur film musical ou de comédie et meilleur scénario
- British Academy Film Awards 1985 : meilleur scénario original
- Directors Guild of America Awards 1984 : meilleure réalisation pour un film

## Scènes coupées
La plupart des scènes avec Alex Marshall (Kevin Costner) sont coupées au montage. Certains fans du film demanderont à voir ces fameuses scènes. Lawrence Kasdan n'a jamais voulu les dévoiler, ni faire une version director's cut du film, arguant que la version cinéma est sa director's cut.